# Oxyrhopus marcapatae
Oxyrhopus marcapatae är en ormart som beskrevs av Boulenger 1902. Oxyrhopus marcapatae ingår i släktet Oxyrhopus och familjen snokar. Inga underarter finns listade i Catalogue of Life.
Arten förekommer i östra Peru. Honor lägger ägg.